# Palagnedra
Palagnedra is een plaats en voormalige gemeente in het Zwitserse kanton Ticino, en maakt deel uit van het district Locarno.
Palagnedra telt 119 inwoners.
Op 25 oktober 2009 Palagnedra met Borgnone en Intragna tot de gemeente Centovalli.
- Gemeinsame Normdatei: 4613149-8
- Historisch woordenboek van Zwitserland: 002117
- Virtual International Authority File: 233884340
- WorldCat: E39PBJj8QQKwHhRmT9hv6hHHmd